# Samsung Galaxy S (gama)

Logotipo Galaxy S del 2015

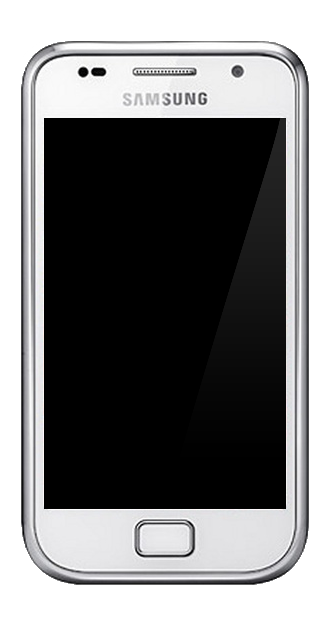
Samsung Galaxy S

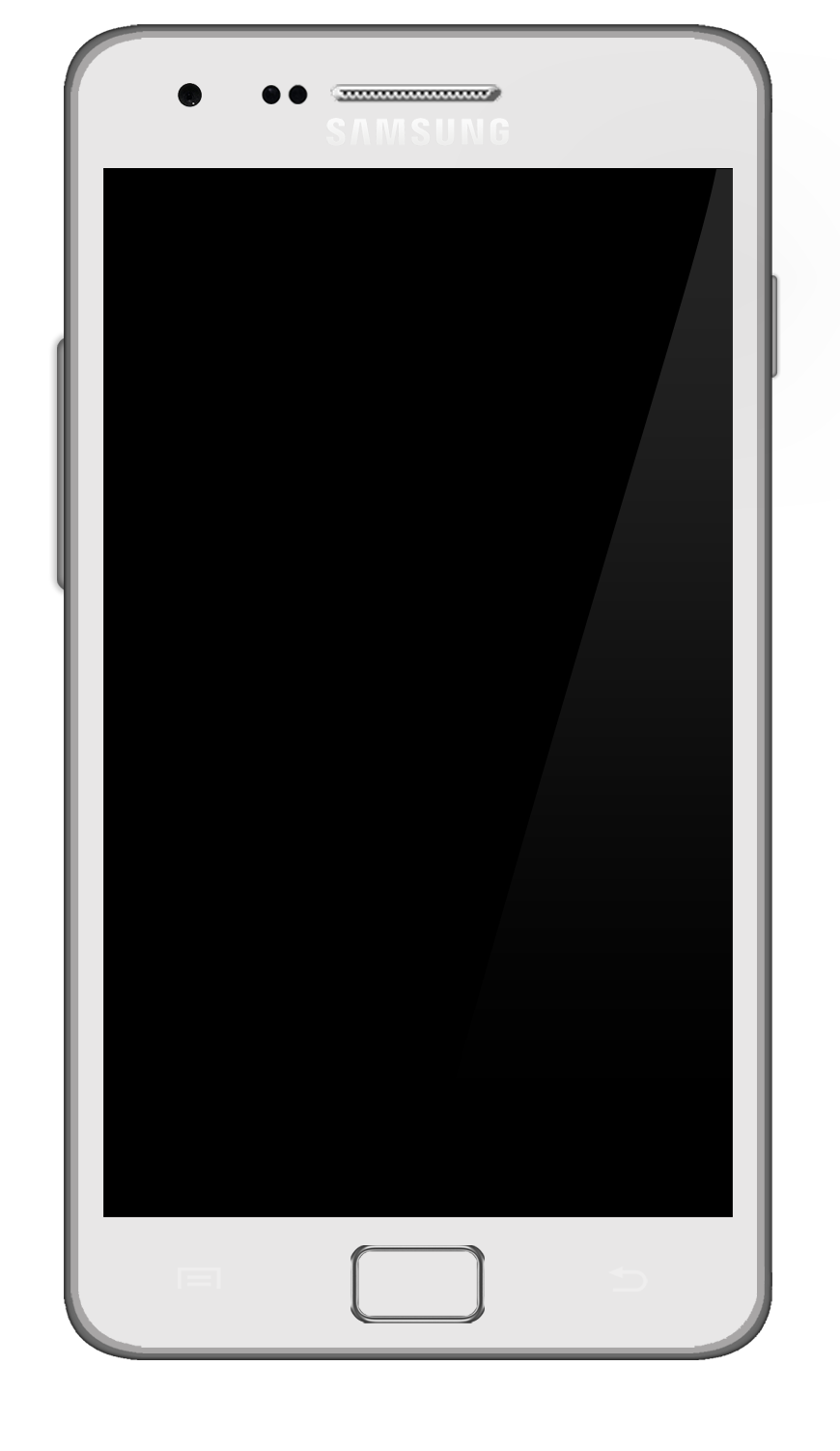
Samsung Galaxy S II

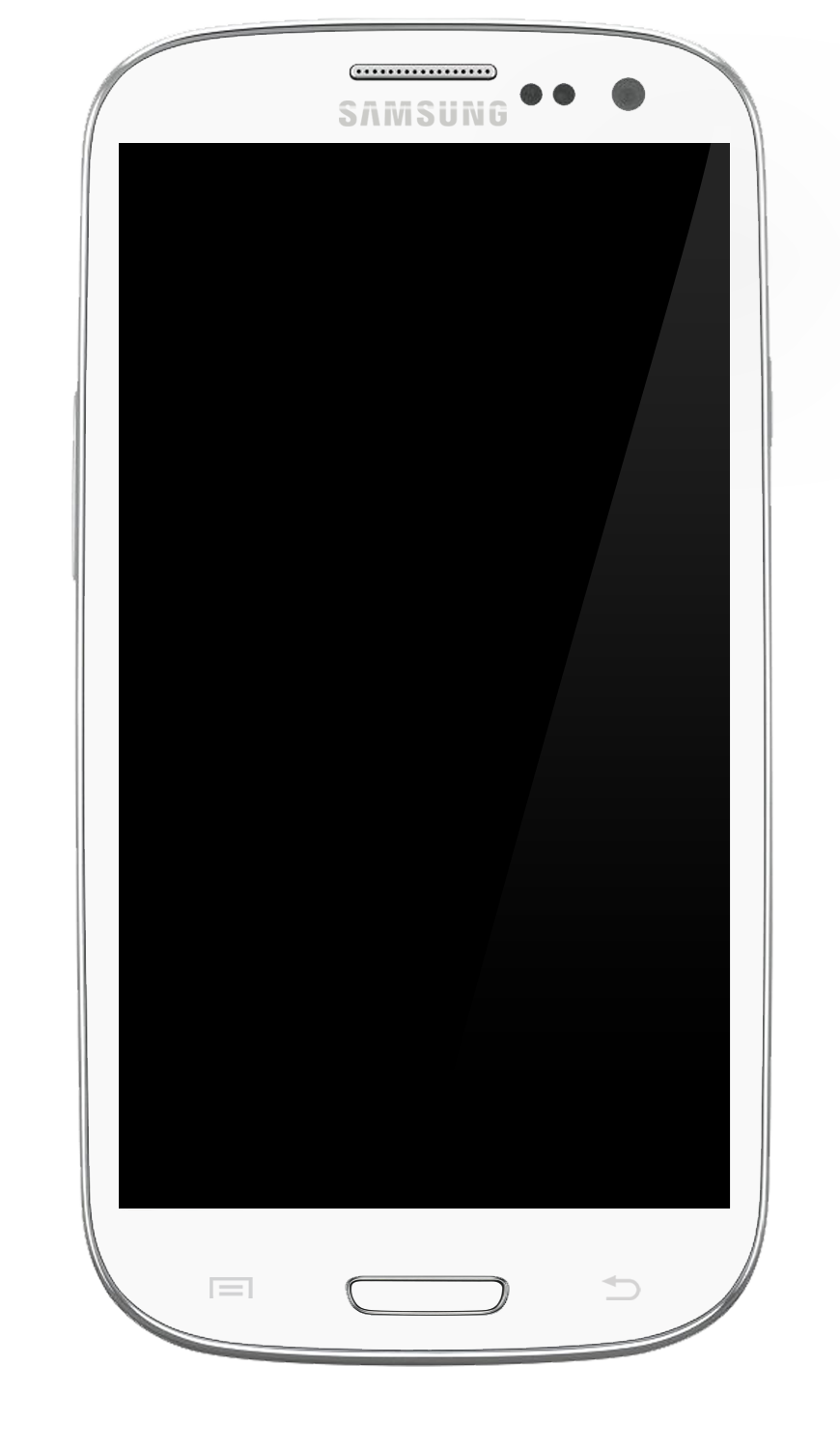
Samsung Galaxy S III

Samsung Galaxy S4

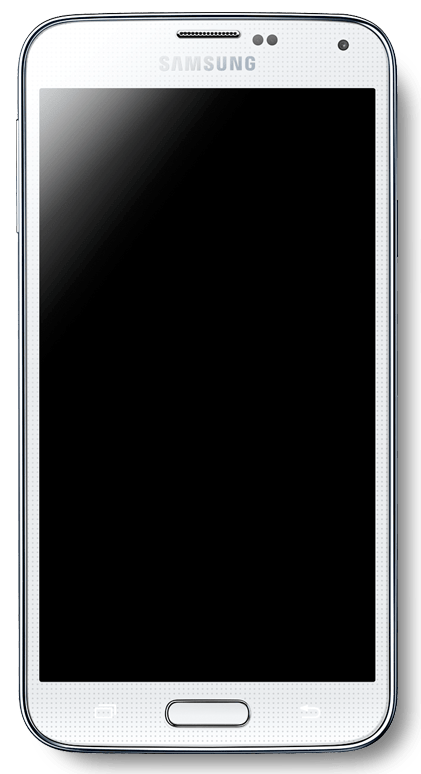
Samsung Galaxy S5

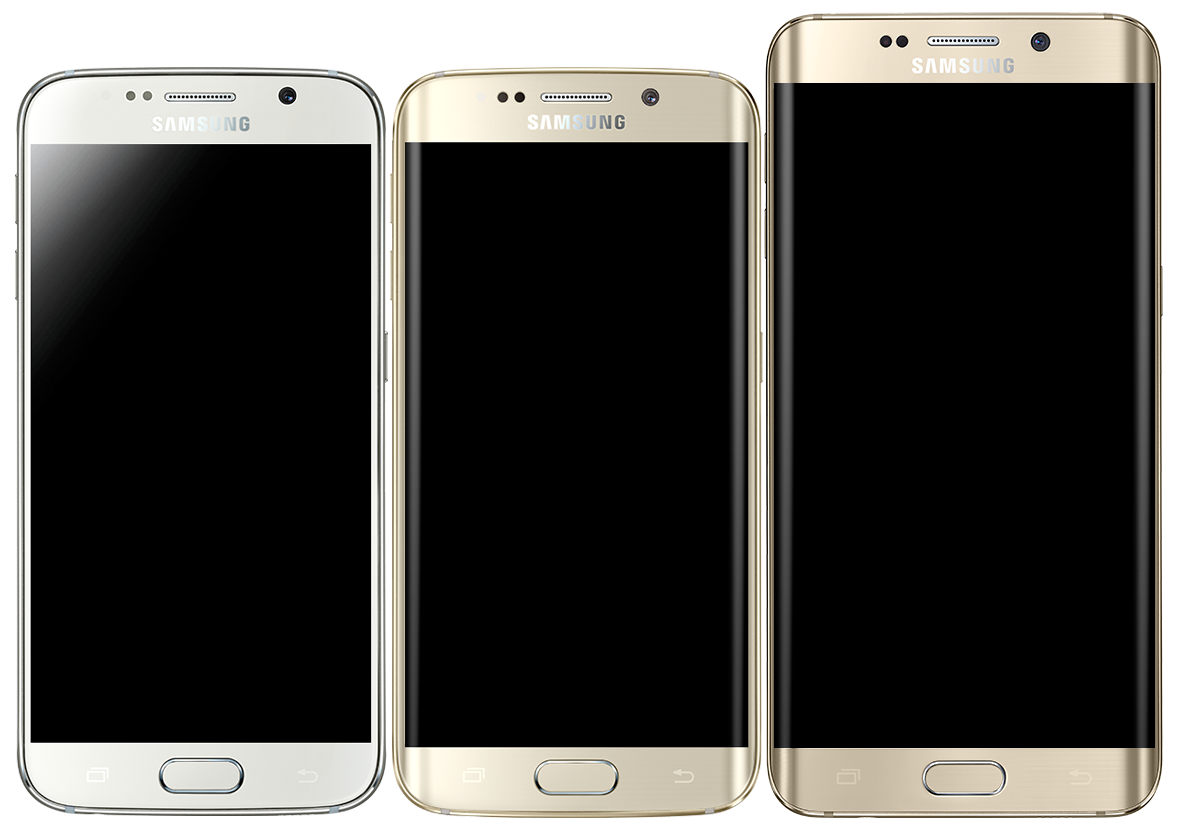
Samsung Galaxy S6

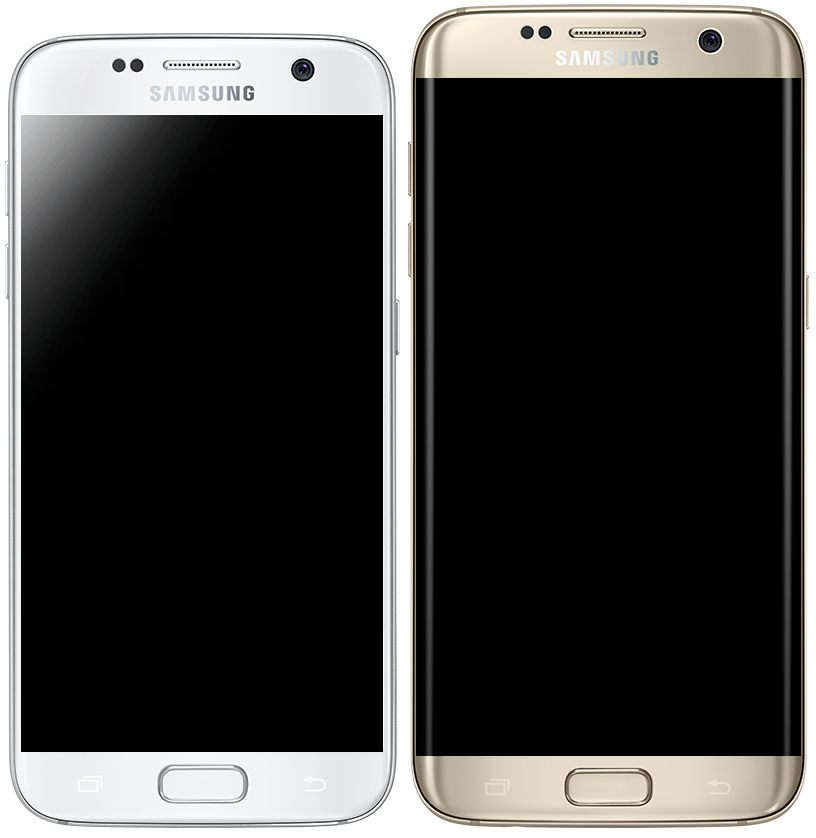
Samsung Galaxy S7

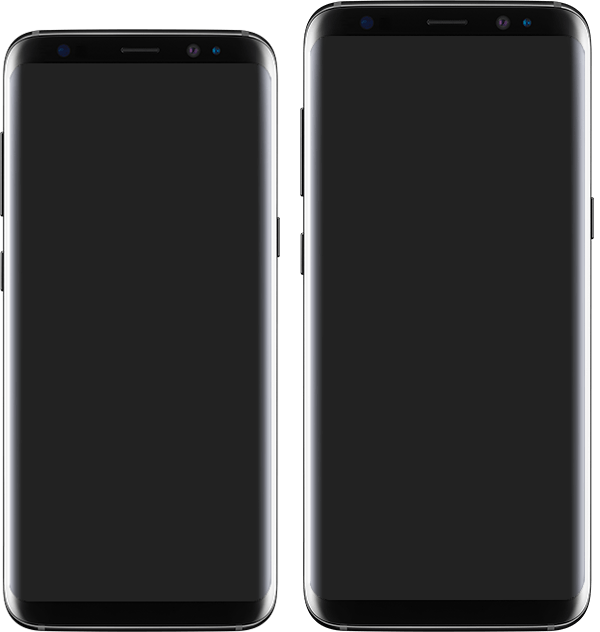
Samsung Galaxy S8

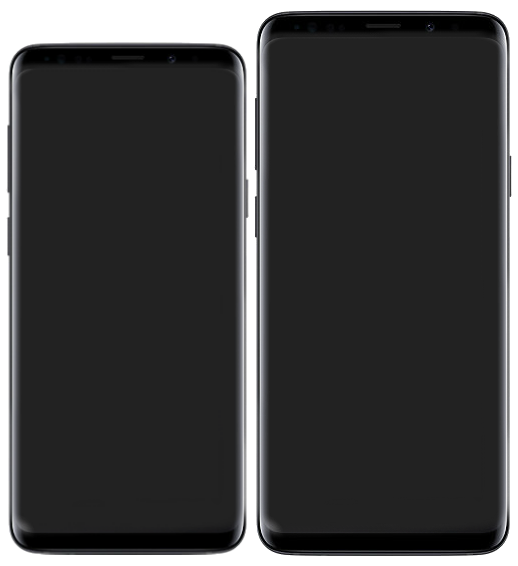
Samsung Galaxy S9

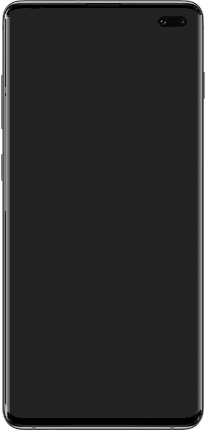
Samsung Galaxy S10

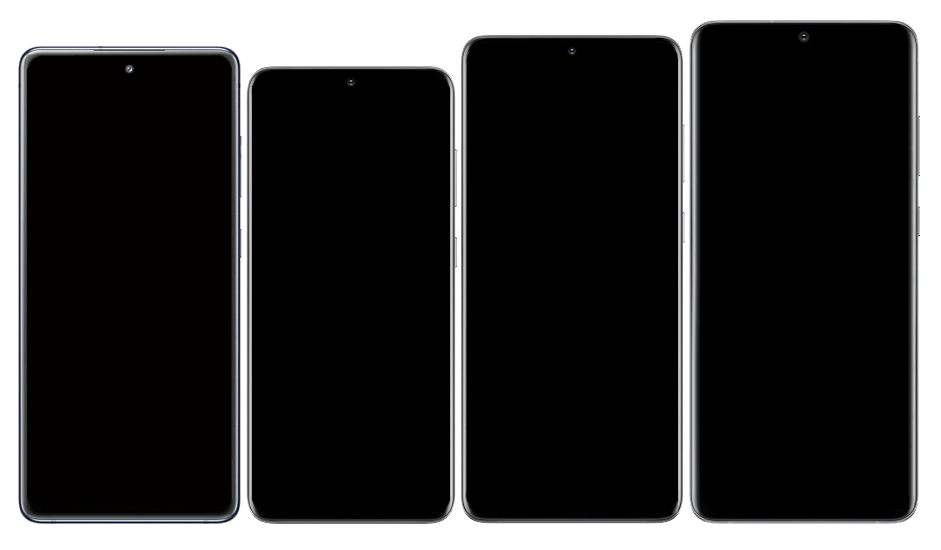
Samsung Galaxy S20

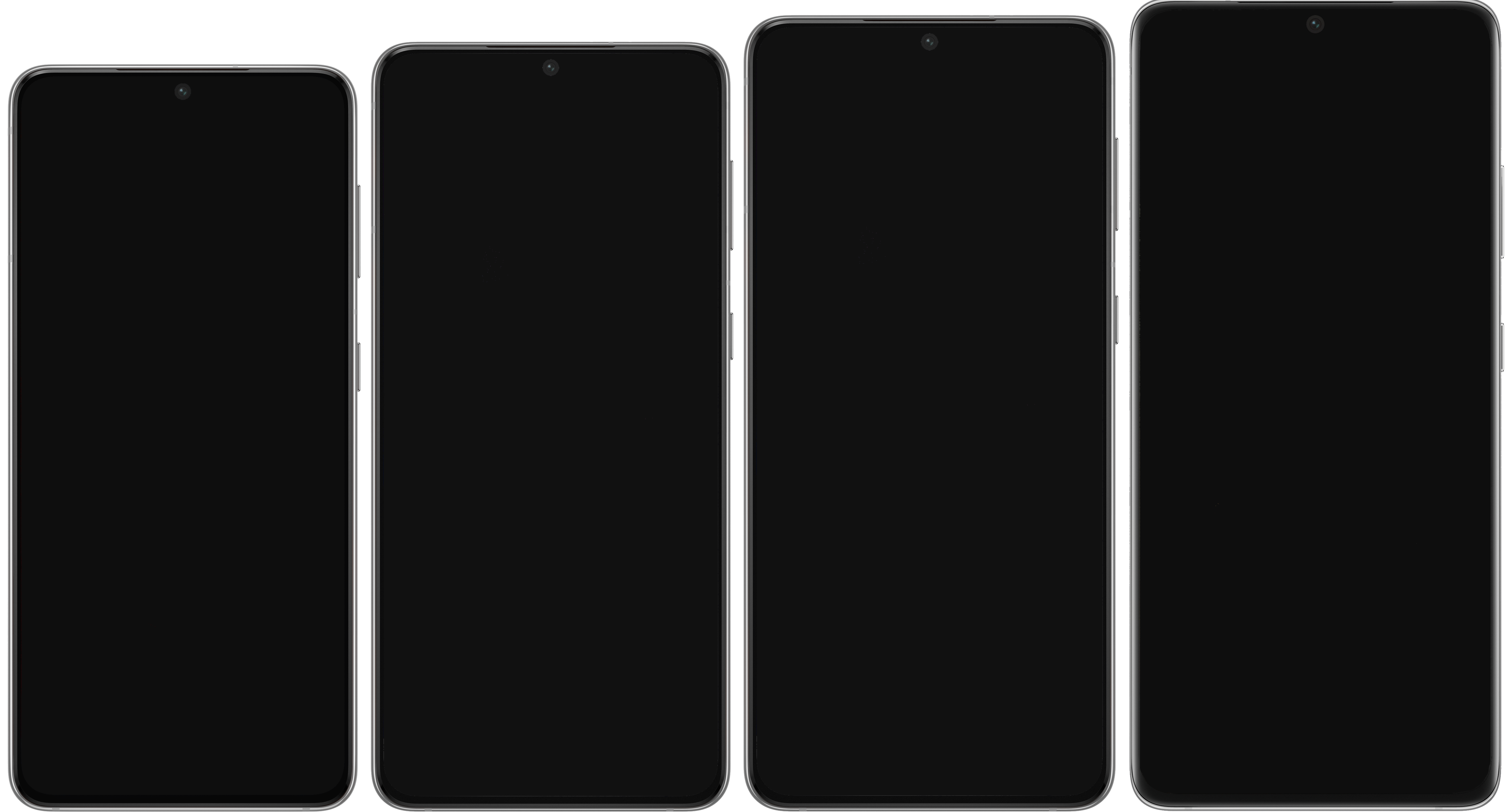
Samsung Galaxy S21

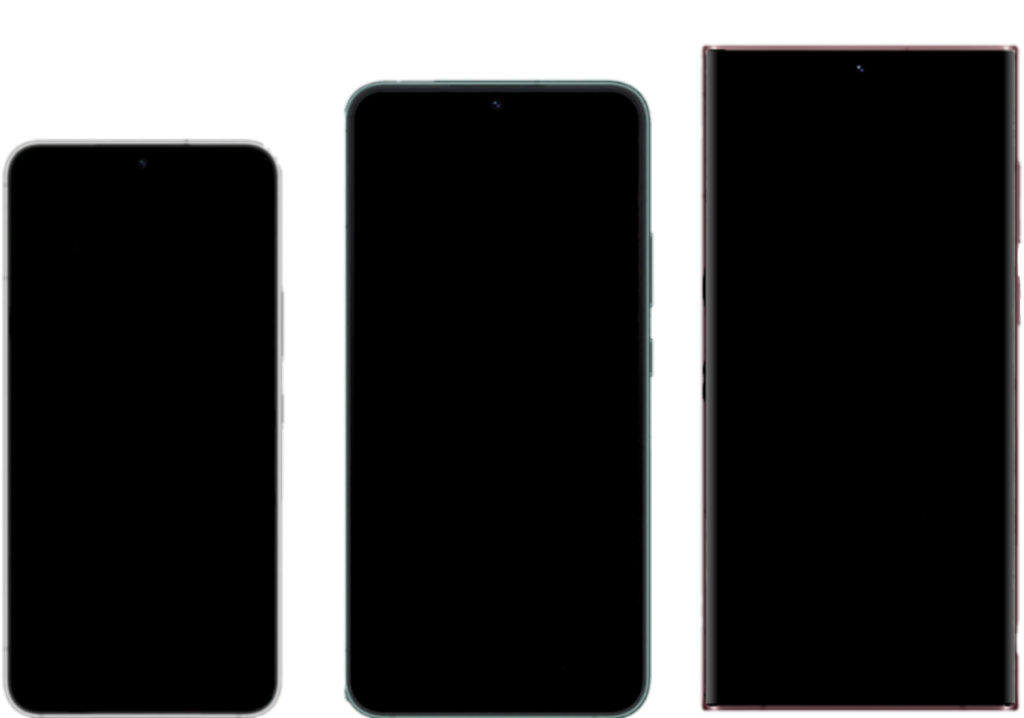
Samsung Galaxy S22

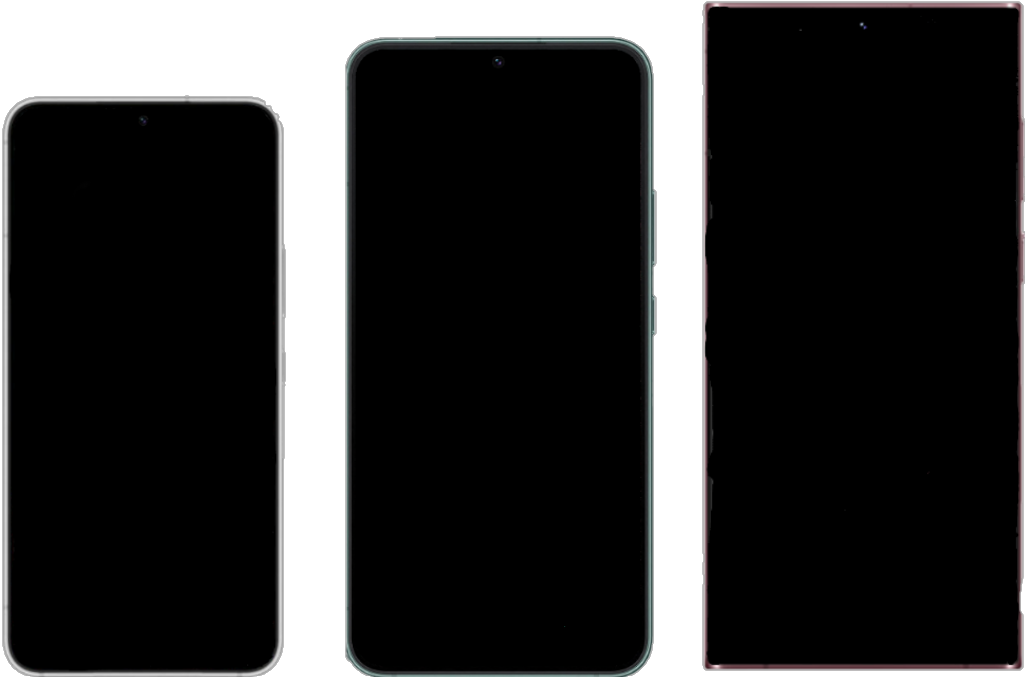
Samsung Galaxy S23

La serie S de Samsung Galaxy es la serie de gama alta de Samsung Galaxy fabricado por Samsung. La letra S en su nombre se refiere al término Supersmart.
Samsung ha vendido más de 177 millones de unidades de buque insignia de la serie S. Galaxy S vendió 25 millones. S II vendió 40 millones, S III vendió 60 millones. S4 vendió 40 millones y S5 vendió 12 millones de unidades. 
Siendo el último lanzamiento de esta Serie el S25 en sus versiones base Plus y Ultra con el más reciente lanzamiento del S25 Edge el 13 de mayo de 2025.

## Datos de dispositivos
Samsung lanza un nuevo Galaxy S cada año e incluye la última versión de Android, esta tabla da detalles.
| Dispositivo               | Fecha                    | Versión de Android Stock         | Actualizable              |
| ------------------------- | ------------------------ | -------------------------------- | ------------------------- |
| Samsung Galaxy S          | 23 de marzo de 2010      | Android 2.1 Eclair               | Android 2.3.6 Gingerbread |
| Samsung Galaxy S Plus     | Marzo de 2011            | Android 2.3.4 Gingerbread        | Android 2.3.6 Gingerbread |
| Samsung Galaxy S II       | 13 de febrero de 2011    | Android 2.3.3 Gingerbread        | Android 4.1.2 Jelly Bean  |
| Samsung Galaxy S II Plus  | Enero de 2013            | Android 4.1.2 Jelly Bean         | Android 4.2.2 Jelly Bean  |
| Samsung Galaxy S III      | 3 de mayo de 2012        | Android 4.0.4 Ice Cream Sandwich | Android 4.4.4 KitKat      |
| Samsung Galaxy S III Mini | Octubre de 2012          | Android 4.1.1 Jelly Bean         | Android 4.1.2 Jelly Bean  |
| Samsung Galaxy S III Neo  | Abril de 2014            | Android 4.3 Jelly Bean           | Android 4.4.4 KitKat      |
| Samsung Galaxy S4         | 14 de marzo de 2013      | Android 4.2.2 Jelly Bean         | Android 5.0.1 Lollipop    |
| Samsung Galaxy S4 Mini    | Julio de 2013            | Android 4.2.2 Jelly Bean         | Android 4.4.2 KitKat      |
| Samsung Galaxy S4 Active  | 21 de junio de 2013      | Android 4.2.2 Jelly Bean         | Android 5.0.1 Lollipop    |
| Samsung Galaxy S4 Zoom    | Julio de 2013            | Android 4.2.2 Jelly Bean         | Android 4.4.2 KitKat      |
| Samsung Galaxy S5         | 24 de febrero de 2014    | Android 4.4.2 KitKat             | Android 6.0.1 Marshmallow |
| Samsung Galaxy S5 Mini    | Julio de 2014            | Android 4.4.2 KitKat             | Android 5.1.1 Lollipop    |
| Samsung Galaxy S5 Active  | Mayo de 2014             | Android 4.4.2 KitKat             | Android 6.0.1 Marshmallow |
| Samsung Galaxy S5 Plus    | Noviembre de 2014        | Android 4.4.2 KitKat             | Android 6.0.1 Marshmallow |
| Samsung Galaxy S5 Neo     | Agosto de 2015           | Android 5.1.1 Lollipop           | Android 6.0.1 Marshmallow |
| Samsung Galaxy S5 Sport   | Junio de 2014            | Android 4.4.2 KitKat             | Android 6.0.1 Marshmallow |
| Samsung Galaxy S6         | 1 de marzo de 2015       | Android 5.0.2 Lollipop           | Android 7.0 Nougat        |
| Samsung Galaxy S6 Edge    | 1 de marzo de 2015       | Android 5.0.2 Lollipop           | Android 7.0 Nougat        |
| Samsung Galaxy S6 Edge+   | 21 de agosto de 2015     | Android 5.1.1 Lollipop           | Android 7.0 Nougat        |
| Samsung Galaxy S6 Active  | Junio de 2015            | Android 5.0.2 Lollipop           | Android 7.0 Nougat        |
| Samsung Galaxy S7         | 21 de febrero de 2016    | Android 6.0.1 Marshmallow        | Android 8.0 Oreo          |
| Samsung Galaxy S7 Edge    | 21 de febrero de 2016    | Android 6.0.1 Marshmallow        | Android 8.0 Oreo          |
| Samsung Galaxy S8         | 29 de marzo de 2017      | Android 7.0 Nougat               | Android 9.0 Pie           |
| Samsung Galaxy S8+        | 29 de marzo de 2017      | Android 7.0 Nougat               | Android 9.0 Pie           |
| Samsung Galaxy S9         | 25 de febrero de 2018    | Android 8.0 Oreo                 | Android 10                |
| Samsung Galaxy S9+        | 25 de febrero de 2018    | Android 8.0 Oreo                 | Android 10                |
| Samsung Galaxy S10        | 20 de febrero de 2019    | Android 9.0 Pie                  | Android 12                |
| Samsung Galaxy S10+       | 20 de febrero de 2019    | Android 9.0 Pie                  | Android 12                |
| Samsung Galaxy S10e       | 20 de febrero de 2019    | Android 9.0 Pie                  | Android 12                |
| Samsung Galaxy S20        | 11 de febrero de 2020    | Android 10                       | Android 13                |
| Samsung Galaxy S20+       | 11 de febrero de 2020    | Android 10                       | Android 13                |
| Samsung Galaxy S20 Ultra  | 11 de febrero de 2020    | Android 10                       | Android 13                |
| Samsung Galaxy S20 FE     | 23 de septiembre de 2020 | Android 10                       | Android 13                |
| Samsung Galaxy S21        | 14 de enero de 2021      | Android 11                       | Android 14                |
| Samsung Galaxy S21+       | 14 de enero de 2021      | Android 11                       | Android 14                |
| Samsung Galaxy S21 Ultra  | 14 de enero de 2021      | Android 11                       | Android 14                |
| Samsung Galaxy S21 FE     | 3 de enero de 2022       | Android 12                       | Android 14                |
| Samsung Galaxy S22        | 9 de febrero de 2022     | Android 12                       | Android 14                |
| Samsung Galaxy S22+       | 9 de febrero de 2022     | Android 12                       | Android 14                |
| Samsung Galaxy S22 Ultra  | 9 de febrero de 2022     | Android 12                       | Android 14                |
| Samsung Galaxy S23        | 1 de febrero de 2023     | Android 13                       | Android 14                |
| Samsung Galaxy S23+       | 1 de febrero de 2023     | Android 13                       | Android 14                |
| Samsung Galaxy S23 Ultra  | 1 de febrero de 2023     | Android 13                       | Android 14                |
| Samsung Galaxy S23 FE     | 13 de octubre de 2023    | Android 13                       | Android 14                |
| Samsung Galaxy S24        | 17 de enero de 2024      | Android 14                       | Android 14                |
| Samsung Galaxy S24+       | 17 de enero de 2024      | Android 14                       | Android 14                |
| Samsung Galaxy S24 Ultra  | 17 de enero de 2024      | Android 14                       | Android 14                |
| Samsung Galaxy S24 FE     | 25 de septiembre de 2024 | Android 14                       | Android 14                |
| Samsung Galaxy S25        | 22 de enero de 2025      | Android 15                       | Android 15                |

## Evolución de los teléfonos inteligentes S
Cada año Samsung mejora y añade nuevas funciones, sobre todo funciones Smart que facilitan el uso del usuario.

### Samsung Galaxy S (2010)
Este fue el primer teléfono inteligente Supersmart de la gama. El Galaxy S posee funciones que destaca sobre los otros teléfonos inteligentes Android pese a no tener muchos sensores. Sin embargo, posee una pantalla resistente a daños por su cristal Corning Gorilla Glass.

### Samsung Galaxy S II (2011)
Este teléfono inteligente es el primero en incorporar el SoC de Samsung llamado Exynos y tiene un procesador dual-core el Galaxy S II.
Novedades:
- Linterna incorporada.
- Pantalla de 4,3 pulgadas

### Samsung Galaxy S III (2012)
Samsung lanzó un teléfono inteligente de mayor tamaño en la gama S, el Galaxy S III está equipado de más novedades que modelos anteriores. El primero de la gama en tener quad-core.
Novedades:
- Multiventana: Usa 2 aplicaciones a la vez dividiendo la pantalla (disponible desde Android 4.1).
- Sensor de luz: El dispositivo cambia el brillo según la cantidad de luz.
- Smart Stay:[11] Evita que la pantalla se apague mientras la esté mirando.
- S Voice:[12] El asistente de voz del Galaxy S III.
- Etiquetado de fotos: Etiqueta a personas desde la aplicación de Galería.
- S Beam:[13] Envía archivos juntado 2 terminales.
- Luz LED: La luz de notificaciones.
- Efectos de color: El dispositivo incluye efectos de cámara que muestra sólo un color y el resto es B&W.

### Samsung Galaxy S4 (2013)
El Galaxy S4 posee más funciones Smart, más sensores y más componentes, posee una pantalla de 5 pulgadas.
Novedades:
- Puerto infrarrojo:[14] Usa el dispositivo como control remoto universal.
- Smart Pause:[15] Los videos se pausan si no se mira a la pantalla.
- Smart Rotation:[16] Evita que la pantalla gire automáticamente si está tumbado.
- Smart Scroll:[17] Desliza el contenido moviendo la cabeza.
- Story Album: Construye álbumes con las fotos de la Galería.
- Barómetro:[18] Mide la altura con la aplicación S Health.
- Temperatura:[18] Mide la temperatura con la aplicación S Health.
- Humedad:[18] Mide la humedad con la aplicación S Health.
- Modo de una mano:[19] Facilita el uso de la pantalla de 5 pulgadas con una sola mano.
- Sensibilidad de pantalla:[20] Aumenta la sensibilidad de la pantalla para usar con guantes.
- Air View:[21] Muestra algunos datos con tan solo acercar el dedo sin tocar la pantalla.
- Air Gesture:[21] Controla el dispositivo moviendo la mano sin tocar.
- Adapt Display:[22] Adapta la pantalla para una visualización óptima.
- Adapt Sound:[23] Adapta el altavoz para un sonido óptimo.
- Sound & Shot: Saca fotos incluyendo hasta nueve segundos de sonido.
- Drama Shot: Convierte las imágenes de cámara rápida en un efecto repetido.
- Foto animada: Crea animaciones con las fotos sacadas de la cámara.
- Borrador: Elimina partes no deseadas de las fotos.

Perdido:
- Efectos de color.

### Samsung Galaxy S5 (2014)
Este dispositivo tiene nuevas funciones tanto en componentes como en aplicaciones.
Novedades:
- Sensor de frecuencia cardiaca:[24] Mide la frecuencia cardiaca con poner el dedo sobre el sensor.
- Resistencia al agua:[25] El Galaxy S5 tiene una certificación IP67 de resistencia al agua.
- Sensor de huellas dactilares:[26] Protege el dispositivo con un método sin contraseña.
- Grabación en 4K:[27] Con la cámara de 16MP, los videos pueden estar en 4K.
- HDR:[28] Consigue buenas fotos bajo condiciones de luz.
- Download Booster:[29] Descarga los archivos usando todo el ancho de banda.
- Ultra ahorro de energía:[30] Evita el consumo de batería por parte de las aplicaciones.
- USB 3.0:[31] El dispositivo soporta USB 3.0.

Perdido:
- Story Album.

### Samsung Galaxy S6 (2015)
Este dispositivo incorpora unas funciones adicionales. Sin embargo, ha perdido gran parte de la innovación que inició desde el Galaxy S4.
Novedades:
- Quick Charge:[32] Carga el Galaxy S6 de forma más rápida e inalámbrica.
- Realidad virtual: El dispositivo es compatible con Samsung Galaxy Gear VR.
- Smart Manager:[33] Administra el almacenamiento, batería y RAM del dispositivo.
- Temas:[34] Elige temas personalizados para el launcher.

Perdido:
- Batería removible.
- Soporte para microSD.
- Resistencia al agua y al polvo.
- 2800 mAh de batería.
- Temperatura.
- Humedad.
- Air Gesture.
- Air View.
- Smart Pause.
- Smart Rotation.
- Smart Scroll.
- Sensibilidad de pantalla.
- Soporte para USB 3.0.

### Samsung Galaxy S7 (2016)
Novedades:
- Always On Display: La pantalla muestra la hora y la fecha mientras está apagada.
- Dual-pixel: Enfoque inmediato de la cámara.
- Fotos a poca luz: Saca fotografías con la cámara en cualquier condición de luz.

Recuperado de su predecesor:
- Resistencia al agua.
- Soporte para microSD.
- Cantidad de mAh de batería.

Perdido:
- Puerto infrarrojo.[35]
- Aplicaciones de música, video y descargas.
- 16MP de cámara.

### Samsung Galaxy S8 (2017)
A diferencia de modelos anteriores, ha tenido cambios que nunca se ha visto antes en la gama S.
Novedades:
- Versión Plus: Nueva versión Plus para la línea S.
- Infinity display: Una nueva y atractiva pantalla sin marcos y botones físicos para mejor visualización del contenido.
- Escáner de iris: Una nueva forma de desbloquear el dispositivo.[36]
- Bixby: El asistente que reemplaza a S Voice.[37]
- Tamaños grandes: A diferencia de modelos anteriores, el tamaño aumentó demasiado. El Galaxy S8 es un poco más grande que la gama Galaxy Note y el Galaxy S8+ es un poco más pequeño que el Galaxy Mega. Ambos con una diferencia de 0,1 pulgadas (no se refiere a S8 con S8+).
- Samsung DeX: Estos dispositivos se pueden conectar a la computadora y utilizarlos como escritorio.

Perdido:
- Botón de inicio físico.
- Botones de cambio y atrás táctiles en los marcos.
- Perdida de versión edge (se le cambio por al versión Plus).

### Samsung Galaxy S9 (2018)
La cámara ha sido una de sus más grandes mejoras en la gama S.
Novedades:
- Cámara mejorada: Las fotos tienen más calidad en relación con los modelos anteriores.
- Traducción instantánea: Con el uso de Bixby la cámara traduce el texto con sólo verlo.
- Super cámara lenta: Graba video en FPS muy alto para un efecto de cámara lenta.
- AR Emoji: Los emojis son modelos 3D que se adaptan con la cámara.
- Mejor diseño: Este modelo tiene un mejor posicionamiento del sensor de huellas digitales.

Perdido:
- No se ha perdido nada.

### Samsung Galaxy S10 (2019)
Este modelo ha seguido los pasos del mejor dispositivo que había lanzado, el Galaxy Note 9.
Novedades:
- Wireless Power Charging: Carga el dispositivo de forma más rápida e inalámbrica.
- Wireless Power Transfer: Comparte la carga de tu dispositivo con otros S10 y otros dispositivos compatibles como el Galaxy Watch Active o los Wearables Galaxy Buds.
- Reconocimiento facial: Este dispositivo cuenta con reconocimiento facial pero como se esperaba, su seguridad sería vulnerable a la ver el rostro del propietario en un video o foto.
- Sensor de huella dactilar (Ultra Sonico): Sensor de huella mejorado, colocado bajo la pantalla, con solo tocar desbloqueas el dispositivo.
- Cámara mejorada: La cámara ha mejorado aún más.
- Soporte para HDR10+: La cámara tiene la tecnología HDR 10+..

Perdido:
- Escáner de iris.

### Samsung Galaxy S20 (2020)
Mejor cámara. Se presentan 3 modelos: S20 , S20+ y S20 Ultra. Una nueva versión de menor costo conocida como S20 Fan Edition (FE) fue lanzada en octubre de 2020. Novedades:
- Cámara: S20/S20+: 3 lentes de 12MP ultra gran angular + 12MP gran angular + 64MP teleobjetivo. Zoom óptico híbrido 3x y hasta 30x con Zoom de superresolución. Cámara Frontal de 10MP. S20 Ultra: 108MP gran angular + 12MP ultra gran angular+ 48 MP teleobjetivo + VGA. Zoom óptico híbrido 10x y hasta 100x con Zoom de superresolución. Cámara frontal de 40MP.
- Cámara de video: Grabación de video en UHD 8K (7680x4320)@30fps
- Procesador: Exynos 990 Octa-Core 2.73GHz, 2.5GHz, 2GHz
- RAM: S20 / S20+: 8 GB LPDDR5. S20 Ultra: 12 GB LPDDR5.
- Pantalla: Dynamic AMOLED Quad HD+ 120Hz
- Conectividad: 5G Exynos Modem 5123
- Batería: S20 4.000 mAh / S20+ 4.500mAh / S20 Ultra 5.000 mAh.

Perdido:
- Puerto para audífonos.
- Sensor de ritmo cardíaco.

### Samsung Galaxy S21 (2021)
La serie consta de cuatro modelos: S21,S21+, S21 Ultra, presentados el 14 de enero de 2021, y el modelo S21FE, presentado el 3 de enero de 2022. Estos teléfonos inteligentes no cuentan con almacenamiento expandible desde la serie Galaxy S20 y por primera vez presentan compatibilidad con redes 5G. Además, siguiendo la tendencia iniciada por Apple con el iPhone 12, los S21 no incluyen auriculares ni cargador en la caja del dispositivo, únicamente incluyen un cable adaptador compatible con los cargadores del Note 20 y modelos anteriores.
Samsung Galaxy S21: 
- Pantalla: 6.2' Dynamic AMOLED 2X Resolución: 2400 x 1080 píxeles
- Bluetooth 5.2
- Procesador: Samsung Exynos 2100 o Qualcomm Snapdragon 888
- Almacenamiento: 128 GB / 256 GB
- RAM: 8 GB
- Batería: 4000 mAh (no reemplazable)

Samsung Galaxy S21 Plus: 
- Pantalla: 6,7' "Dynamic AMOLED 2X Resolución: 2400 x 1080 píxeles
- Procesador: Samsung Exynos 2100 o Qualcomm Snapdragon 888
- Almacenamiento: 128 GB / 256 GB
- RAM: 8 GB
- Batería: 4800 mAh (no reemplazable)

Samsung Galaxy S21 Ultra: 
- Pantalla: 6,8 "Dynamic AMOLED 2X Resolución: 3200 x 1440 píxeles
- Procesador: Samsung Exynos 2100 o Qualcomm Snapdragon 888
- Almacenamiento: 128 GB / 256 GB / 512 GB
- RAM: 12 GB / 16 GB
- Batería: 5000 mAh (no reemplazable)

Perdido:
Puerto de almacenamiento externo (tarjeta micro SD) (la versión Ultra del S21 es el único modelo que NO tiene puerto de almacenamiento externo.)
Cargador y audífonos incluidos en la caja (pueden utilizarse de modelos anteriores o comprarse uno nuevo).

### Samsung Galaxy S22 (2022)
Samsung presenta los S22 que constan de 3 modelos: S22, S22+ y S22 Ultra, presentados en febrero del 2022.
Samsung Galaxy S22:
- Pantalla: Super AMOLED de 6.10 pulgadas con resolución FHD+ (1080x2340) con tasa de refresco de hasta 120 Hz
- Procesador: Samsung Exynos 2200
- Almacenamiento: 128 y 256 GB tipo UFS 3.1
- RAM: 8GB de ram tipo LPDDR5
- Batería: 3700 mAh (no reemplazable)

Samsung Galaxy S22+:
- Pantalla: AMOLED de 6.6 pulgadas con resolución FHD+ (1080x2340)
- Procesador: Samsung Exynos 2200
- Almacenamiento: 128 y 256 GB tipo UFS 3.1
- RAM: 8 GB tipo LPDDR5
- Batería: 5000 mAh (no reemplazable)

Samsung Galaxy S22 ultra:
- Pantalla: AMOLED Dual Edge de 6.8 pulgadas con resolución WQHD+ (1440x3088)
- Procesador: Samsung Exynos 2200
- Almacenamiento: 128/256/512 GB y 1 TB tipo UFS 3.1
- RAM: 8/12 GB tipo LPDDR5
- Batería: 5000 mAh

### Samsung Galaxy S23 (2023)
Samsung presenta la serie S23 en febrero de 2023, que consta de 3 modelos: S23, S23+ y S23 Ultra.
Samsung Galaxy S23:
- Pantalla: Dynamic AMOLED 2X de 6.10 pulgadas, con resolución FHD+ (2340x1080) y una tasa de refresco de 48-120 Hz
- Procesador: Qualcom Snapdragon 8 Gen 2
- Almacenamiento: 128 y 256 GB, de tipo UFS 3.1 para almacenamiento de 128 GB, y de tipo UFS 4.0 para 256 GB
- RAM: 8GB de ram, de tipo LPDDR5 para almacenamiento de 128 GB, y de tipo LPDDR5X para el resto
- Batería: 3900 mAh (no reemplazable)

Samsung Galaxy S23+:
- Pantalla: Dynamic AMOLED 2X de 6.60 pulgadas, con resolución FHD+ (2340x1080) y una tasa de refresco de 48-120 Hz
- Procesador: Qualcom Snapdragon 8 Gen 2
- Almacenamiento: 256 y 512 GB, de tipo UFS 4.0
- RAM: 8GB de ram, de tipo LPDDR5 para almacenamiento de 128 GB, y de tipo LPDDR5X para el resto
- Batería: 4700 mAh (no reemplazable)

Samsung Galaxy S23 ultra:
- Pantalla: Dynamic AMOLED 2X de 6.8 pulgadas con resolución WQHD+ (3088 x 1440)
- Procesador: Qualcom Snapdragon 8 Gen 2
- Almacenamiento: 256, 512 GB y 1 TB tipo UFS 4.0
- RAM: 8 GB para almacenamiento de 512 GB o menos, y 12 GB para almacenamiento de 1TB
- Batería: 5000 mAh (no reemplazable)

Samsung Galaxy S24 (2024)
Samsung S24:
Samsung S24+:
Samsung S24 ultra:
Samsung Galaxy S25 (2025)
Samsung presenta la serie S25 en enero de 2025, que consta de 4 modelos: S25, S25+, S25 Ultra y por último en mayo de 2025 el S25 Edge
Samsung S25:
Samsung S25+:
Samsung S25 ultra: